# Harald Lönnbro
John Svante Harald Lönnbro, född 21 augusti 1975 i Örgryte, är en svensk skådespelare.

## Biografi
Harald Lönnbro är son till Anders Lönnbro och Bodil Mårtensson. Han blev känd som Olle i Lasse Hallströms filmer om barnen i Bullerbyn 1986–1987. Därefter har han fortsatt att vara verksam skådespelare inom film och även ett flertal TV-serier, såsom Upp till kamp, Hem till byn och Lasermannen. Han medverkade i pjäsen Hägrar på Dramaten 2003.
Lönnbro utexaminerades från Teaterhögskolan i Stockholm 1999.

## Filmografi
- 1979 – Skrotsemestern (TV-serie)
- 1986 – Alla vi barn i Bullerbyn
- 1987 – Mer om oss barn i Bullerbyn
- 1990–2006 – Hem till byn
- 1990 – Nånting levande åt Lame-Kal
- 1990 – Kurt Olsson – filmen om mitt liv som mig själv
- 1995 – Ögonblick
- 2000 – Sjätte dagen (TV-serie)
- 2001 – Gustav III:s äktenskap (TV-serie)
- 2001 – Röd jul
- 2002 – Kontraktet
- 2001 – Syndare i sommarsol
- 2002 – Stora teatern (TV-serie)
- 2002 – Svenska slut (TV-serie)
- 2003 – De drabbade (TV-serie)
- 2003 – Fan ta dom
- 2004 – Om Stig Petrés hemlighet (TV-serie)
- 2005 – Häktet (TV-serie)
- 2005 – Import-eksport
- 2005 – Lasermannen (TV-serie)
- 2006 – Att göra en pudel
- 2006 – Bota mig! (TV-serie)
- 2006 – Små mirakel och stora
- 2007 – Beck – Gamen
- 2007 – Ett gott parti (TV-serie)
- 2007 – Pyramiden
- 2007 – Underbar och älskad av alla
- 2007 – Upp till kamp (TV-serie)
- 2008 – Oskyldigt dömd (TV-serie)
- 2009 – Vägen hem
- 2012 – Arne Dahl: Europa Blues (TV-serie)
- 2012 – Bättre ränta
- 2016 – Syrror (TV-serie)
- 2020 – Morden i Sandhamn (TV-serie)

## Teater

### Roller (ej komplett)
| År   | Roll | Produktion                                         | Regi         | Teater      |
| ---- | ---- | -------------------------------------------------- | ------------ | ----------- |
| 1997 |      | La Barracca Lars-Eric Brossner och Kjell Sundstedt | Eva Gröndahl | Folkteatern |